# Dinidoridae
Dinidoridae Stål, 1867, è una famiglia di insetti Pentatomomorfi dell'ordine Rhynchota Heteroptera, superfamiglia Pentatomoidea. Comprende 95 specie.

## Descrizione e biologia
I Dinidoridae sono insetti di grandi dimensioni, dal corpo robusto e dal profilo ellittico. Il capo è carenato lateralmente e porta antenne di 4 o 5 articoli e rostro di 4 segmenti. Lo scutello è triangolare, di medio sviluppo e non ricopre il corio delle emielitre. Le zampe hanno tarsi composti da tre segmenti. Nell'addome è presente un paio di tricobotri per ogni segmento, negli uriti III-VII.
Sono insetti fitofagi, spesso associati alle Cucurbitaceae. Sono diffusi prevalentemente nelle regioni tropicali dell'Africa e dell'Asia.

## Sistematica
La famiglia comprende 95 specie ripartite fra 16 generi. Si suddivide in due sottofamiglie, a loro volta ripartite, ciascuna, in due tribù:
- Dinidorinae
  - Dinidorini
  - Thalmini
- Megymeninae
  - Eumenotini
  - Megymenini